# Elektrownia Pątnów
Elektrownia Pątnów – elektrownia opalana węglem brunatnym położona w Pątnowie, na północnych przedmieściach Konina, w Polsce, o łącznej mocy wytwórczej 674 MW. Elektrownia Pątnów jest jedną z czterech elektrowni wchodzących w skład Zespołu Elektrowni Pątnów-Adamów-Konin. 

## Historia
Pierwszy blok Elektrowni Pątnów został oddany do użytku w 1967 roku. Najnowszym blokiem Elektrowni Pątnów jest Pątnów II o mocy wytwórczej 474 MW. Posiada kotłownię o wysokości 143 metrów, która jest najwyższą kotłownią w Polsce. Elektrownia Pątnów posiada 5 kominów o wysokości 150 metrów każdy. W 2008 roku rozebrano wysoki na 200 metrów komin Elektrowni Pątnów. 
W 2022 roku Korea Hydro & Nuclear Power zgodziła się na budowę kilku reaktorów jądrowych w elektrowni Pątnów.
28 grudnia 2024 roku w elektrowni Pątnów wyłączone zostały dwa bloki węglowe o łącznej mocy 444 MW.  Od tego czasu na terenie elektrowni pracuje tylko blok nr. 9 o mocy 474 MW.